# Gallinago nigripennis
Gallinago nigripennis е вид птица от семейство Бекасови (Scolopacidae).

## Разпространение
Видът е разпространен в Ангола, Ботсвана, Бурунди, Еритрея, Етиопия, Замбия, Зимбабве, Демократична република Конго, Кения, Лесото, Малави, Мозамбик, Намибия, Руанда, Судан, Свазиленд, Танзания, Уганда, Южна Африка и Южен Судан.